# Corsia del Gambero

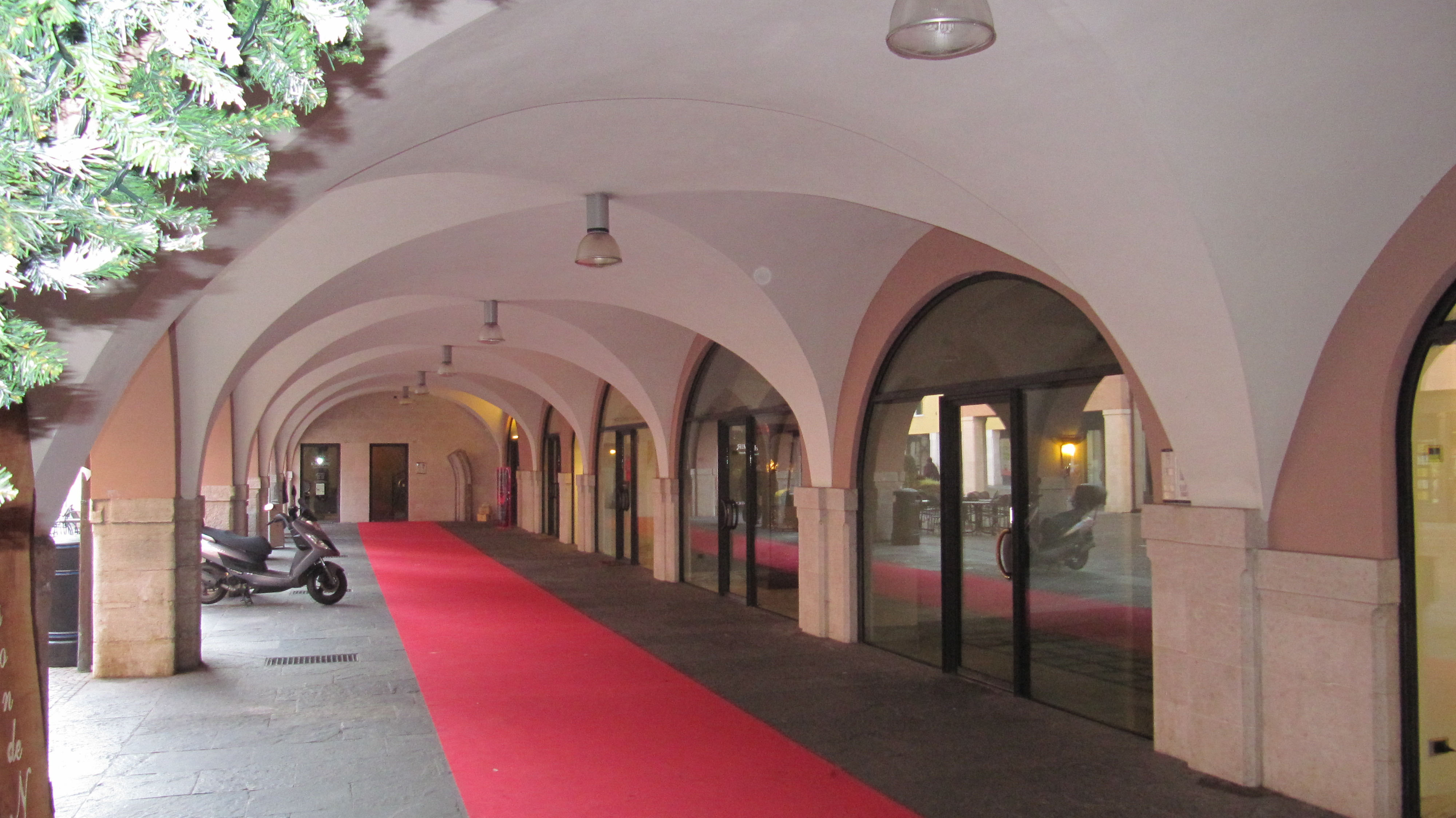
La galleria sotto l'ex albergo Gambero

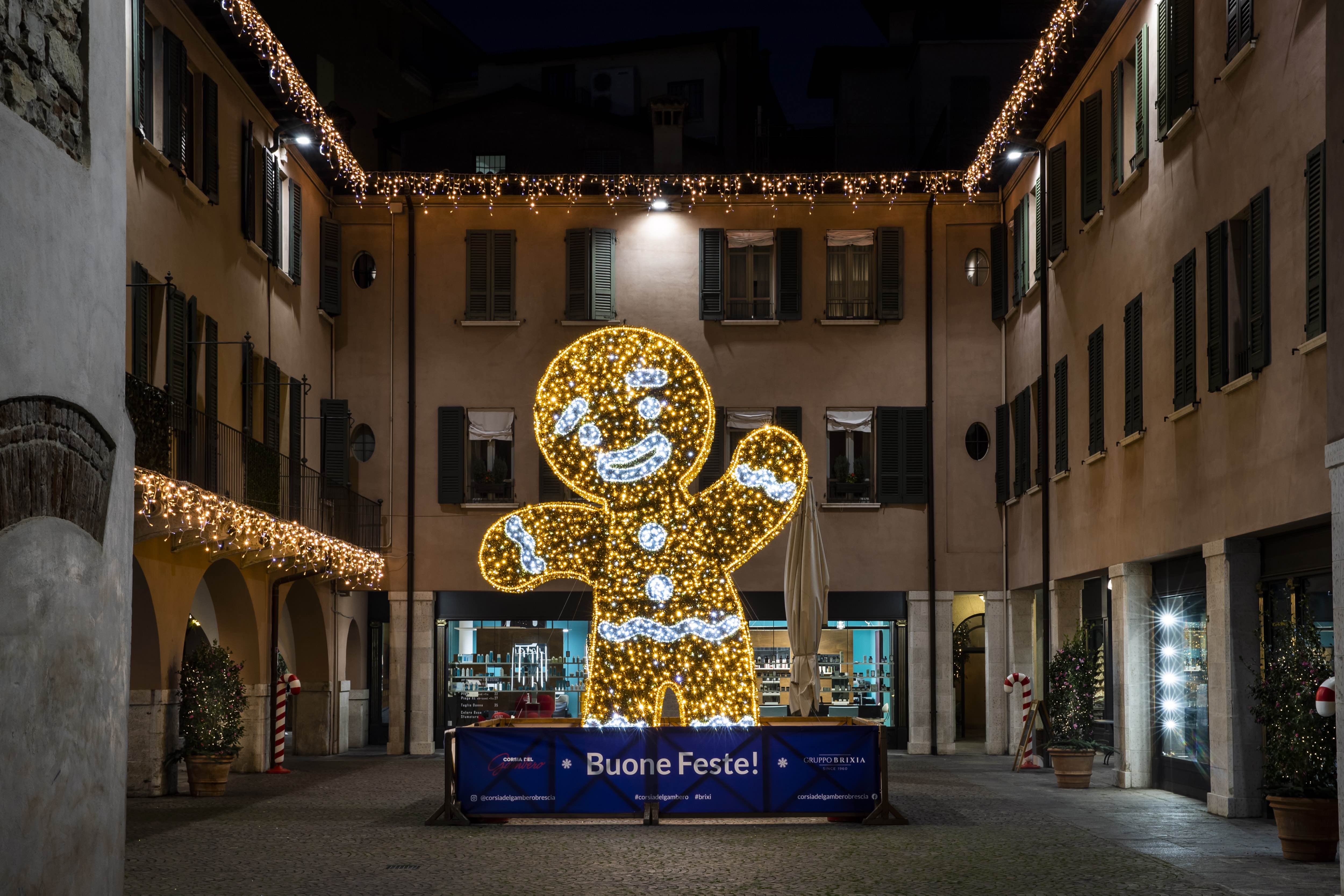
Allestimento per le feste Natalizie.

La corsia del Gambero è una via di Brescia che collega, in direzione nord-sud, corso Giuseppe Zanardelli e via Moretto, passando per piazza Bruno Boni. Aperta nel Quattrocento come passaggio di servitù al secolare albergo del Gambero, è stata rivalutata alla fine del Novecento nell'ambito dei lavori di riqualificazione urbanistica di questo isolato della città, a lungo dismesso.

## Storia
La via nasce nel XV secolo come collegamento tra corso Zanardelli, all'epoca solo uno slargo alla base delle mura della Cittadella nuova, e l'albergo Gambero, dalla quale trae il nome. Configurata come un passaggio per la maggior parte coperto incuneato tra le abitazioni, dopo un percorso di pochi metri sboccava sotto un lungo portico sopra il quale si sviluppava l'albergo, affacciato su una corte stretta e lunga della quale il portico costituiva appunto un fronte. Il resto degli ambienti affacciati sulla corte erano quasi tutti, a loro volta, di pertinenza dell'albergo. Una muraglia a sud divideva la corte dal giardino privato di palazzo Bettoni Cazzago, a sua volta incuneato tra l'albergo Gambero e il convento degli Umiliati, del XII secolo, cui faceva capo la chiesa di Santa Maria Maddalena.
Questa situazione muta radicalmente a partire dall'Ottocento, con la demolizione del convento di Santa Maria Maddalena e il decadimento di palazzo Bettoni Cazzago, alienato a privati: solo l'albergo Gambero rimane nella sua sede storica. Con il passare del tempo, il diaframma tra la corte e il giardino del palazzo viene abbattuto, creando un unico spazio e aprendo il collegamento verso via Moretto, mentre nel 1847, sui resti del convento abbattuto, viene edificato il teatro Sociale.
L'area, ormai molto dismessa perché estranea dalle normali direttrici del movimento cittadino, ma vicinissima ai "salotti" cittadini di corso Giuseppe Zanardelli e via Dieci Giornate, entra nei progetti di riqualificazione urbanistica della città a partire dal Piano di Ricostruzione del 1950, ma il concreto intervento sarà condotto solo negli anni '90 del secolo. Con l'inaugurazione di piazza Bruno Boni nel 1998, nata sull'area dell'ex giardino privato di palazzo Bettoni Cazzago, la corsia del Gambero trova piena rivalutazione, sebbene l'albergo Gambero fosse già ormai chiuso da tempo.

## Descrizione
Il maggior pregio architettonico dell'antico passaggio coperto si trova nel portico dell'ex albergo Gambero, caratterizzato da archi ribassati poggianti su poderosi pilastri in medolo, il tutto risalente al XV secolo.
In fondo al portico è ancora visibile, all'interno di uno degli esercizi commerciali qui presenti, un frammento di affresco religioso che si sviluppa entro un arco rinvenuto durante i lavori di restauro. L'affresco, databile al XII secolo per le influenze bizantine riscontrabili nella fissità delle figure e nella preziosa scelta cromatica, rappresenta Gesù affiancato da due probabili figure femminili, che sono state interpretate come Maria e Maddalena. Sarebbe questa l'unica testimonianza del passaggio porticato tra l'albergo e la chiesa di Santa Maria Maddalena, la cui esistenza è però dubbia.

## Collegamenti esterni

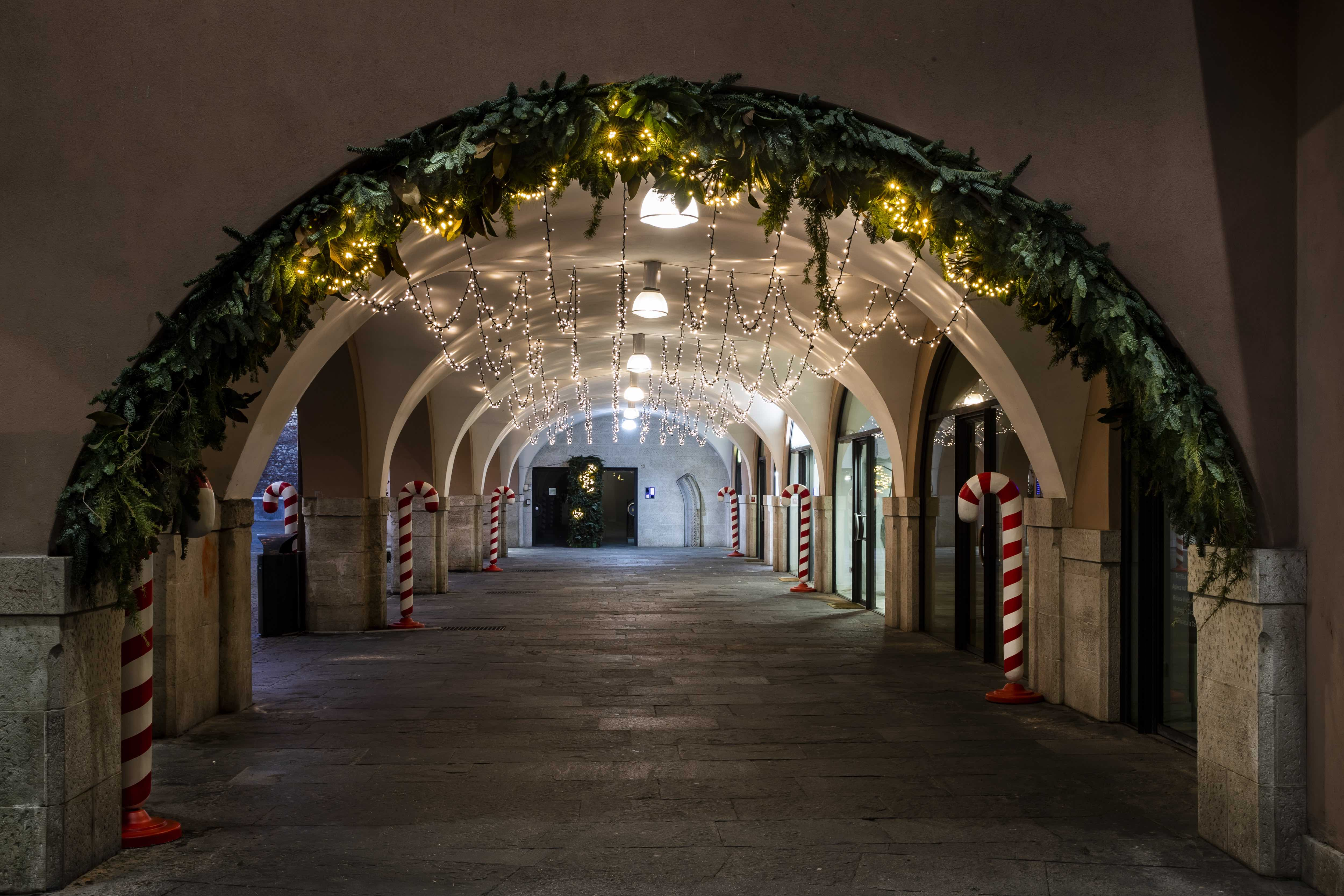
Luci di Natale 2020

## L'albergo Gambero
Si trattava della più antica locanda della città, che prendeva il nome dalla caratteristica insegna del Gambero. L'insegna stessa traeva ispirazione dallo stemma dei nobili Gambara, che forse avevano una proprietà nella zona; oppure più probabilmente, dalla presenza degli Umiliati del convento di Santa Maria Maddalena, provenienti da Gambara, centro della pianura bresciana. La locanda, da sempre gestita da conduttori scelti dall'Ospedale Maggiore, che ne deteneva la proprietà, venne poi acquistata dalla famiglia Urgnani nel 1882 e, agli inizi del Novecento, passò in conduzione alla famiglia Zanotti, che lo resse fino alla chiusura definitiva avvenuta negli anni Sessanta.